# Peratophyga bifasciata
Peratophyga bifasciata är en fjärilsart som beskrevs av W. Warren 1905. Peratophyga bifasciata ingår i släktet Peratophyga och familjen mätare. Inga underarter finns listade i Catalogue of Life.